# Cueta beckerina
Cueta beckerina is een insect uit de familie van de mierenleeuwen (Myrmeleontidae), die tot de orde netvleugeligen (Neuroptera) behoort. 
Cueta beckerina is voor het eerst wetenschappelijk beschreven door Navás in 1932.